# ミッチ・アルボム
ミッチェル・ディヴィッド・"ミッチ"・アルボム（Mitchell David "Mitch" Albom、1958年5月23日 - ）は、アメリカ合衆国のベストセラー作家、ジャーナリスト、脚本家、劇作家、ラジオおよびテレビの放送者、音楽家。著作は世界中で3,000万冊を売り上げる。初期のスポーツ記事は国により認められており、本、芝居、映画では印象的な話の流れや主題で知られている。ミシガン州デトロイトで4つの慈善団体を立ち上げ、その慈善活動でもよく知られている。

## 生い立ち
ニュージャージー州トレントンで両親ローダとアイラの息子として生まれる。子供の頃ニューヨーク州バッファローに短期間住み、ニュージャージー州ハドン・タウンシップに転居し、『Have a Little Faith 』の著者アルバート・L・ルイスの勧めにより礼拝堂に通うようになった。その後ニュージャージー州オークリンに転居。
ニュージャージー州南部およびフィラデルフィアの高等学校とアキバ・ヘブロウ・アカデミーに通学した後、マサチューセッツ州ウォルサムのブランダイス大学に進学し社会学学士を取得。音楽家になる夢を追い、卒業後は数年間アメリカやヨーロッパのナイトクラブで演奏をしていた。執筆の才能に気付き、コロンビア大学大学院に進んでジャーナリズムの修士号を取得し、さらにコロンビア大学でMBAを取得。
1995年、ジャニーン・サブリノと結婚。デトロイト郊外に居住。現在子供はいない。

## 経歴

### 『モリー先生との火曜日』
1995年、ABCの『ナイトライン』のテッド･コッペルのインタビューに社会学のモリー・シュワルツ教授が出演し、彼の終末期疾患筋萎縮性側索硬化症(ALS)および生と死について語っているのを見た。ブランダイス大学時代シュワルツ教授と親しかったアルボムは長い間連絡をしていなかったことに罪の意識を感じ、ボストン郊外の彼のもとを訪れることにし、最終的に毎週火曜日生と死について語り合うこととなった。アルボムはシュワルツ教授の医療費をまかなう道を探し、彼らの会話を本として出版することを決める。多くの出版社に断られたが、シュワルツ教授の死の直前にようやくダブルデイ社から出版を受け入れられ、アルボムがシュワルツ教授の医療費を支払うことが可能となった。
1997年、シュワルツ教授と過ごした時間の物語が短い『モリー先生との火曜日』として初版2万冊で出版された。口コミは徐々に広がり、『オプラ・ウィンフリー・ショー』で取り上げられると、1997年10月の『ニューヨーク・タイムズ』の本の売り上げリストにランクイン。着々と売り上げを伸ばし、6ヶ月後には第1位となり、『ニューヨーク・タイムズ』のリストには205週ランクインし続け記録に残る売り上げとなった。最終的に1,400万冊以上を売り上げ、41ヶ国語に翻訳もされている。
オプラ・ウィンフリーはABCで同名のテレビ映画のプロデュースをし、アルボム役にハンク・アザリア、シュワルツ教授役にジャック・レモンが配役された。1999年のテレビ映画で最も視聴率が高い作品となり、エミー賞4部門受賞。後にアルボムは脚本家のジェフリー・ハッチャーと共同で2人芝居の舞台版の脚本を執筆し、2001年秋、シュワルツ教授役にアーヴィン・エスタイン、アルボム役にジョン・テニーが配役され、オフ・ブロードウェイで上演された。
『モリー先生との火曜日』は世界中の高等学校や大学で教材として使用され、簡潔な文章のためアジアでは小学校で使用されることもある。アルボムは収益の一部から『モリー先生との火曜日基金』という慈善事業を開始。

### 舞台脚本
2002年11月19日、オフ・ブロードウェイのミネッタ・レーン劇場で『モリー先生との火曜日』舞台版の上演が開始。アルボムとジェフリー・ハッチャー(『Three Viewings 』)の共作、デイヴィッド・エブジョンソン(『The Goat, or Who Is Sylvia? 』)演出。シュワルツ教授役にアーヴィン・エスタイン(『Waiting for Godot 』初代ラッキー役)、アルボム役にジョン・テニー(『The Heiress 』)が配役された。
『モリー先生との火曜日』以降2本のコメディの脚本を執筆し、ミシガン州チェルシーのパープル・ローズ・シアターでジェフ・ダニエルズ主演で上演された。『Duck Hunter Shoots Angel 』(2008年のパープル・ローズ公演で最高の興行収益)、『And the Winner Is 』は後にカリフォルニア州ラグナ・ビーチのラグナ・プレイハウスで西海岸で初上演され、どちらの作品も全国的に上演されるようになった。
2011年4月、デトロイト・タイガースの放送者アーニー・ハウェルに捧げる『Ernie 』を執筆しデトロイトの市立劇場でプレミア上演された。

## 主な著作
- 『Tuesdays with Morrie 』 (1997年) ISBN 0-7679-0592-X、日本語版：『モリー先生との火曜日』NHK出版（1998年09月）
- 『The Five People You Meet in Heaven 』 (2003年) ISBN 0-7868-6871-6、『天国の五人』NHK出版（2004年11月）
- 『For One More Day 』 (2006年) ISBN 1-4013-0327-7、『もう一日 for one more day』NHK出版（2007年2月）
- 『Have a Little Faith: A True Story 』 (2009年) ISBN 0-7868-6872-4、『ささやかながら信じる心があれば』NHK出版（2012年6月）
- 『The Time Keeper 』 (2012年9月) ISBN 1401322786、『時の番人』静山社（2014年5月）
- 『The Magic Strings of Frankie Presto』 (2015年11月) ISBN 978-0062294418、『天国からの電話』静山社（2015年10月）